# Letecké křídlo ozbrojených sil Belize
Letecké křídlo obranných sil Belize (anglicky Belize Defence Force Air Wing) je letecká složka ozbrojených sil Belize. Vzniklo roku 1983 a jeho základnou je Philip S. W. Goldson International Airport v Ladyville.

## Přehled letecké techniky
Tabulka obsahuje přehled letecké techniky ozbrojených sil Belize podle Flightglobal.com.
| Název                          | Fotografie                     | Původ                          | Určení                            | Verze                          | V aktivní službě               | Poznámky                                      |                                |
| Dopravní a transportní letouny | Dopravní a transportní letouny | Dopravní a transportní letouny | Dopravní a transportní letouny    | Dopravní a transportní letouny | Dopravní a transportní letouny | Dopravní a transportní letouny                | Dopravní a transportní letouny |
| ------------------------------ | ------------------------------ | ------------------------------ | --------------------------------- | ------------------------------ | ------------------------------ | --------------------------------------------- | ------------------------------ |
| Britten-Norman Islander        |                                | Spojené království             | užitkový/lehký transportní letoun |                                | 1                              | Ve službě od roku 1983                        |                                |
| Vrtulníky                      |                                |                                |                                   |                                |                                |                                               |                                |
| Bell UH-1 Iroquois             |                                | USA                            | víceúčelový vrtulník              | UH-1H                          | 2                              | Darovány vládou Čínské republiky (Tchaj-wanu) |                                |
| Cvičná letadla                 |                                |                                |                                   |                                |                                |                                               |                                |
| Slingsby T67 Firefly           |                                | Spojené království             | cvičný letoun                     | T67M260                        | 1                              |                                               |                                |